# Vlag van Azania

Vlag van Azania

De vlag van Azania, een autonome regio in het zuidwesten van Somalië. De vlag was vergelijkbaar met de vlag die eerder in Rusland bestond van 1991 tot 1993. De vlag van Azania bestaat uit een horizontale driekleur van wit, blauw en rood.

## Geschiedenis
Er is geen nauwkeurige en betrouwbare informatie die bevestigt welke vlag Azanië vroeger had. Het is echter bekend dat op 13 maart 2011, nog voor de officiële verklaring van onafhankelijkheid van de staat, de vlag van Azania werd ingesteld, volledig identiek aan de huidige vlag van Rusland, met in het midden een olifant (de vlag bestond tot 25 maart, toen het olifantenembleem werd verwijderd). Er is ook vermeende informatie dat de vorige vlag van Azania bestond uit horizontale blauwe, rode en groene strepen en vergelijkbaar was met de vlag van Azerbeidzjan. Het is een combinatie van kleuren van Zuidwest-Somalië, hoewel er in primaire bronnen geen betrouwbare informatie is over de varianten van deze oorspronkelijke vlag (die hint op de intentie om niet drie, maar zes provincies te leiden, waaronder South West State).